# Peter Fonseca
Pour les articles homonymes, voir Fonseca.
Peter Fonseca, né le 5 octobre 1966 à Lisbonne, est un athlète et homme politique canadien.

## Biographie
Troisième du marathon de Los Angeles en 1990 et du marathon de New York en 1992, puis deuxième du marathon de Houston en 1994 et du marathon de Toronto la même année, Peter Fonseca est cinquième du 10 000 mètres aux Jeux du Commonwealth de 1994. Vainqueur des marathons de Houston et de Toronto en 1995, il termine 21e du marathon masculin aux Jeux olympiques d'été de 1996 à Atlanta. 
Membre du Parti libéral du Canada, il est député à l'Assemblée législative de l'Ontario de 2003 à 2011 et député à la Chambre des communes du Canada depuis 2015.